# Rivara
Rivara és un comune (municipi) de la ciutat metropolitana de Torí, a la regió italiana del Piemont, situat a uns 40 quilòmetres al nord de Torí. A 1 de gener de 2019 la seva població era de 2.586 habitants.
Rivara limita amb els següents municipis: Barbania, Busano, Forno Canavese, Pertusio, Prascorsano, Pratiglione, Valperga, Levone i San Ponso.

## Llocs d'interès
El poble té dos castells, el castell antic i el castell nou. El castell antic data de l'edat mitjana, i pertanyia als comtes de Valperga. Conserva dues torres, una d'elles emmerletada, i presenta diverses finestres de maó gòtiques.
El castell nou va experimentar moltes reformes al llarg dels segles, fins al 1796, quan la Casa dels Comtes de Valperga-Rivara es va extingir. La nova ala que s'hi va afegir el 1835 va transformar l'edifici en un edifici rectangular amb una torre de posició central. El castell va adquirir el seu aspecte actual quan l'arquitecte Alfredo d'Andrade va modificar la façana.